# 84 км (зупинний пункт)
84 км — залізничний пасажирський зупинний пункт Шевченківської дирекції Одеської залізниці.
Розташований біля сіл Очеретня (2 км), Андрушівка (3 км) Погребищенського району Вінницької області на лінії Андрусове — Христинівка.
Зупинка 84 км знаходиться біля переїзду з автодорогою з напівтвердим покриттям.

## Сполучення
До 2019 року зупинялися приміські дизель-поїзди Козятин - Христинівка. Рух пасажирських поїздів станом на 2019 рік відсутній.
Відправлення (недійсне, станом на 1 липня 2016 р.):
- 11.11 на Козятин по ср., чт., сб., нд.
- 15.42 на Христинівку по ср., чт., сб., нд.